# پرنده‌های مهاجر (فیلم)
پرنده‌های مهاجر (فنلاندی: Junalinnut؛ ‏آلمانی: Zugvögel … Einmal nach Inari) یک فیلم کمدی رمانتیک فنلاندی-آلمانی است که در سال۱۹۹۸ میلادی منتشر شد.

## بازیگران
- یواخیم کرول
- پتر فرانتسن
- پیتر لومایر
- اوتی مائنپا
- یوخن نیکل
- اولیور مارلو
- کاتی اوتینن
- کاری وانانن
- نینا پتری
- حلمی سوزر